# Angón (arma)

Representación de un escudo con angón en el centro

El angón es un arma antigua ofensiva y arrojadiza a manera de gran jabalina, análoga al pilum de los romanos. También es una jabalina que figura en algunos escudos.
Constaba de un hierro delgado, como de un metro de longitud, afilado a medida que se acercaba a la punta, en la cual se convertía en un dardo cuadrangular agudo, de cuello acanalado, del que salían dos barbillas. El hierro terminaba en su parte inferior en un cubo que se adaptaba a una asta corta, de madera, afirmada por aros de hierro. Los angones son de hierro, excepto la empuñadura. Su punta larga, con barbas muy separadas, parece una hoja de sagitario arrancada de su tallo. Los dos hierros curvos de su parte superior dificulta su extracción cuando se clava en el cuerpo del enemigo.
Servía para privar al enemigo de la defensa de su escudo; cuando el atacante conseguía fijarlo en el escudo del contrario, lo sujetaba con el asta por el pie, obligando así al enemigo a que bajase el escudo y dejase su cuerpo al descubierto. Otras veces se ataba una cuerda al asta y se arrojaba a modo de arpón sobre el enemigo.
Los francos, alamanes, sajones, burgundios y otros la preferían al arco. 
El asta corta y la disposición del hierro han contribuido a que se confunda con la flor de lis de pie cortado.